# Чёрная речка (станция метро)
«Чёрная ре́чка» — станция Петербургского метрополитена. Расположена на Московско-Петроградской линии между станциями «Петроградская» и «Пионерская».
Станция открыта 4 ноября 1982 года в составе участка «Петроградская» — «Удельная». Станция могла получить наименование из-за расположения в историческом районе Новая Деревня, но перронный зал станции было решено оформить, связав с Чёрной речкой, известной по дуэли А. С. Пушкина. По этой причине станция получила имя «Чёрная речка», впоследствии это название прижилось и воспринимается как название округа.

## Наземные сооружения

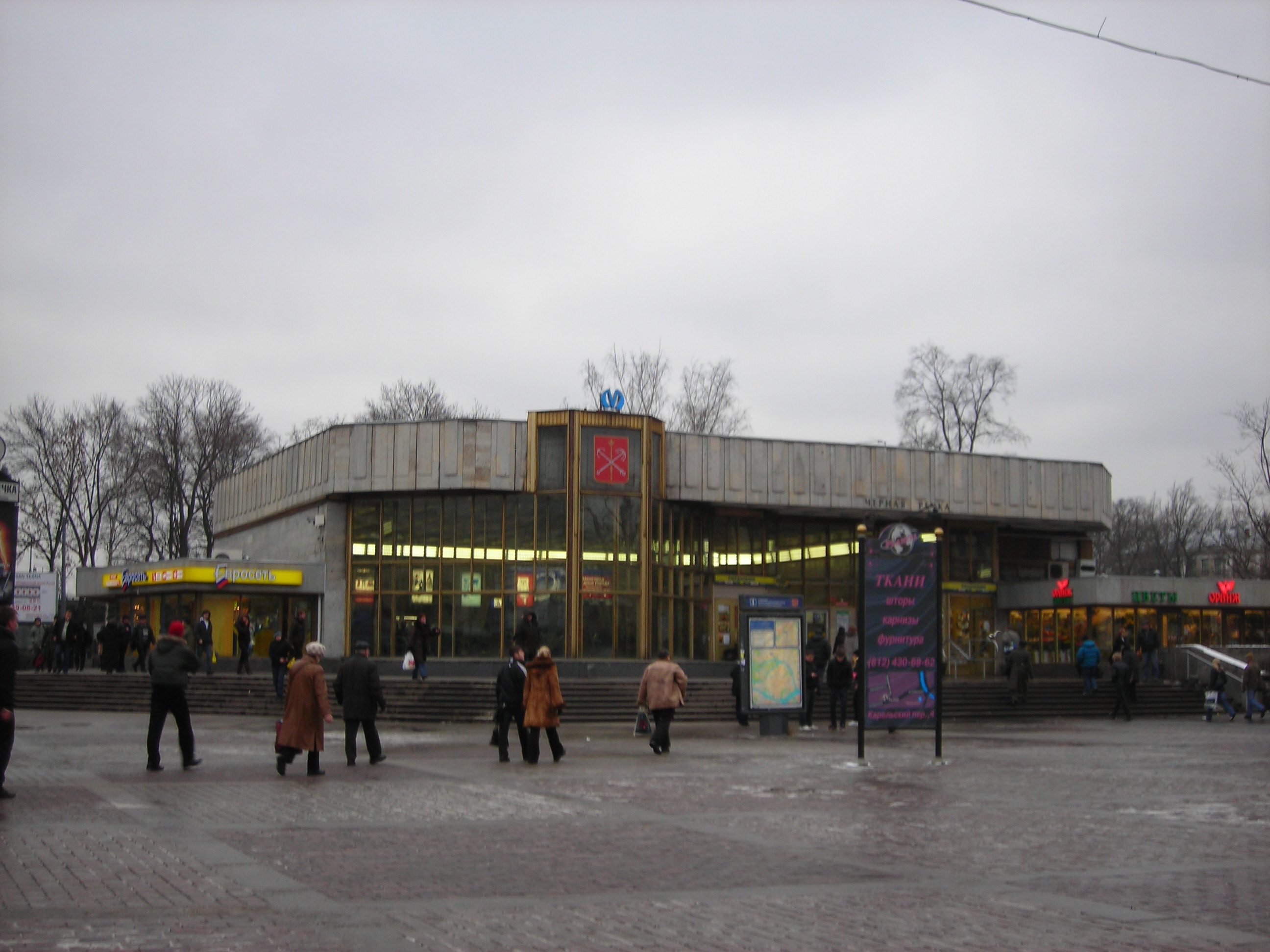
Павильон станции, 2007 год

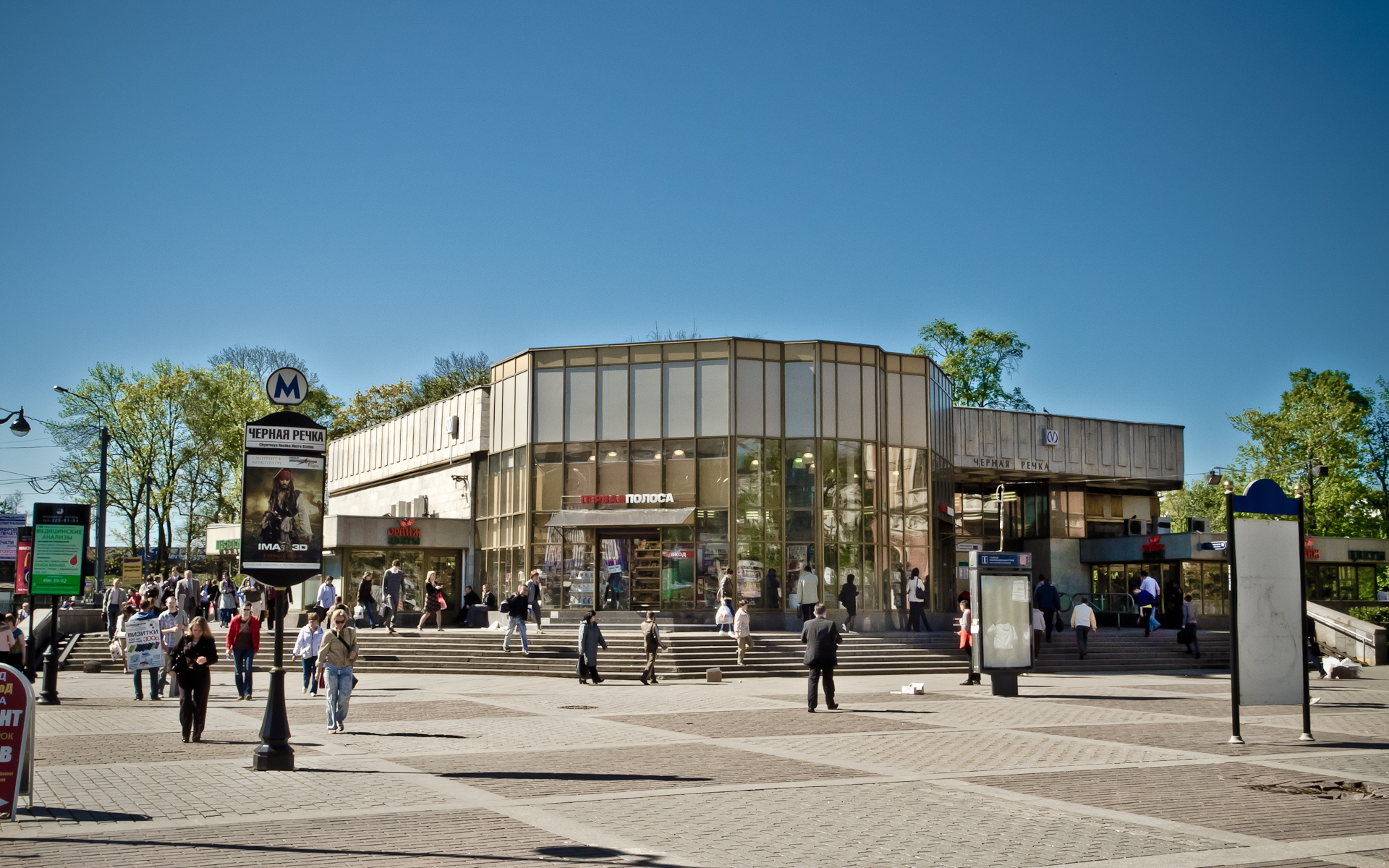
Павильон станции, 2011 год

Павильон станции выполнен по проекту архитекторов В. Г. Хильченко, И. Е. Сергеевой, Н. А. Виноградовой и располагается на возвышении вблизи примыкания улиц Академика Крылова, Савушкина и Торжковской (недалеко от места дуэли Пушкина, где он был смертельно ранен). Станция находится в сквере вблизи дачи Салтыковой.
Передний фасад здания застеклён, задняя часть отдана под служебные помещения, имеющие окна, выходящие в сквер перед Приморским проспектом, к вестибюлю также пристроены торговые павильоны, в которых с февраля 2007 года располагаются цветочные магазины, до 2006 года там располагались обычные торговые киоски, которые затем были снесены, и несколько месяцев территория переустраивалась.
Вход и выход в вестибюле располагаются по разные его стороны: вход — со стороны улицы Савушкина, а выход ведёт к улице Академика Крылова. Потолок внутри вестибюля набран из сборных армоцементных элементов. Освещение внутри вестибюля сделано в виде люминесцентных ламп, закрытых металлическими плафонами. До 2005 года плафонов на лампах не было, они были сняты ещё в конце 1980-х годов в связи с недостаточностью света, но затем поставлены заново. Стены кассового зала отделаны белым мрамором.
В 2009 году к фасаду вестибюля были пристроены дополнительные торговые помещения, из-за чего первоначальный вид павильона станции был утрачен.
В 2015 году входы в вестибюль станции были реконструированы для удобства прохода маломобильных групп населения.

## Подземные сооружения
«Чёрная речка» — односводчатая станция глубокого заложения (глубина ≈ 67 м). Подземный зал сооружён по проекту архитекторов Г. Н. Булдакова, В. Н. Щербина и А. П. Волковой.
Главный инженер проекта — Конончук Г. П. (ЛМГТ).
К своду подземного зала станции подвешено восемь большого размера и оригинальной формы люстр. В люстры вмонтированы люминесцентные лампы. Путевые стены изначально были облицованы лабрадоритом, позже заменённым на габбро-норит, сверху размещается полоса белого мрамора, снизу — серый гранит.

Скульптура Пушкина в торце станции

В торце зала (станция открывалась в год 145-летия со дня гибели поэта) установлена бронзовая скульптура А. С. Пушкина работы М. К. Аникушина. (Скульптура на самом деле гипсовая, покрытая бронзовой краской).
Сам торец облицован белым мрамором, пол — серым гранитом. Под каждой люстрой имеется рисунок в виде чёрного квадрата из сааремского доломита.
В середине 1990-х годов на станции проводился ремонт облицовки, отчасти было заменено напольное покрытие, переоблицована торцевая стена, часть белого мрамора на путевой стене заменена кафельной плиткой.
Наклонный ход, содержащий три эскалатора, расположен в южном торце станции; в 2018 году светильники наклонного хода были заменены со «световых столбиков» на «факелы». К эскалатору ведёт широкая лестница, аналогичная таким же лестницам на станциях «Пионерская» и «Проспект Большевиков».

## Наземный транспорт

### Автобусные маршруты
| №    | Пересадки                                                                              | Конечный пункт 1           | Конечный пункт 2                               |
| ---- | -------------------------------------------------------------------------------------- | -------------------------- | ---------------------------------------------- |
| 1    | Приморская Горный институт Василеостровская Спортивная Чкаловская Петроградская        | Наличная улица             | Новосибирская улица                            |
| 25   | Чкаловская Петроградская                                                               | Крестовский остров         | Вазаский переулок                              |
| 33   | Лесная                                                                                 | Пискарёвка                 | Чёрная речка                                   |
| 46   | Петроградская Горьковская Чернышевская Площадь Александра Невского Новочеркасская      | Вазаский переулок          | Ладожская Ладожский вокзал                     |
| 76   | Комендантский проспект Пионерская Новая деревня Петроградская Горьковская Чернышевская | Улица Шаврова              | Площадь Восстания Маяковская Московский вокзал |
| 79   | Пионерская Новая деревня                                                               | Глухарская улица           | Чёрная речка                                   |
| 94   | Политехническая                                                                        | Ручьи                      | Чёрная речка                                   |
| 98   | —                                                                                      | проспект Культуры          | Чёрная речка                                   |
| 122  | Пионерская Новая деревня                                                               | Репищева улица             | Чёрная речка                                   |
| 137  | Пискарёвка Лесная                                                                      | Ладожская Ладожский вокзал | Чёрная речка                                   |
| 211  | Сестрорецк Александровская Горская Лисий Нос Ольгино Лахта Беговая                     | Зеленогорск                | Чёрная речка                                   |
| 211Э | Сестрорецк Лисий Нос Беговая                                                           | Зеленогорск                | Чёрная речка                                   |
| 227  | Спортивная Петроградская Новая Деревня Пионерская                                      | Крестовский Остров         | Арцеуловская аллея                             |
| 237  | Лесная Новая Деревня Пионерская                                                        | Пискарёвка                 | Новоколомяжский проспект                       |
| 250  | Площадь Мужества                                                                       | Ручьи                      | Чёрная речка                                   |
| 267  | Лесная Выборгская Ланская Новая Деревня Пионерская                                     | Площадь Ленина             | Шуваловский путепровод                         |

### Трамвайные маршруты
| №  | Пересадки | Конечный пункт 1    | Конечный пункт 2    |
| -- | --- | ------------------- | ------------------- |
| 21 | Проспект Просвещения Озерки Удельная Ланская                                                                   | Придорожная аллея   | Приморский проспект |
| 40 | Политехническая Площадь Мужества Ланская Петроградская Горьковская Спортивная Василеостровская Горный институт | Тихорецкий проспект | Детская улица       |
| 48 | Беговая Ланская                                                                                                | Лахтинский разлив   | Кушелевка           |

### Троллейбусные маршруты
| №  | Пересадки                                           | Конечный пункт 1       | Конечный пункт 2 |
| -- | --------------------------------------------------- | ---------------------- | ---------------- |
| 6  | Гражданский проспект Академическая Площадь Мужества | Светлановский проспект | Чёрная речка     |
| 34 | Политехническая                                     | Тихорецкий проспект    | Петроградская    |

## Особенности проекта и станции
- Памятник Пушкину на станции — второй в петербургском метрополитене (первый — на станции «Пушкинская»).